# Jean de Labadie

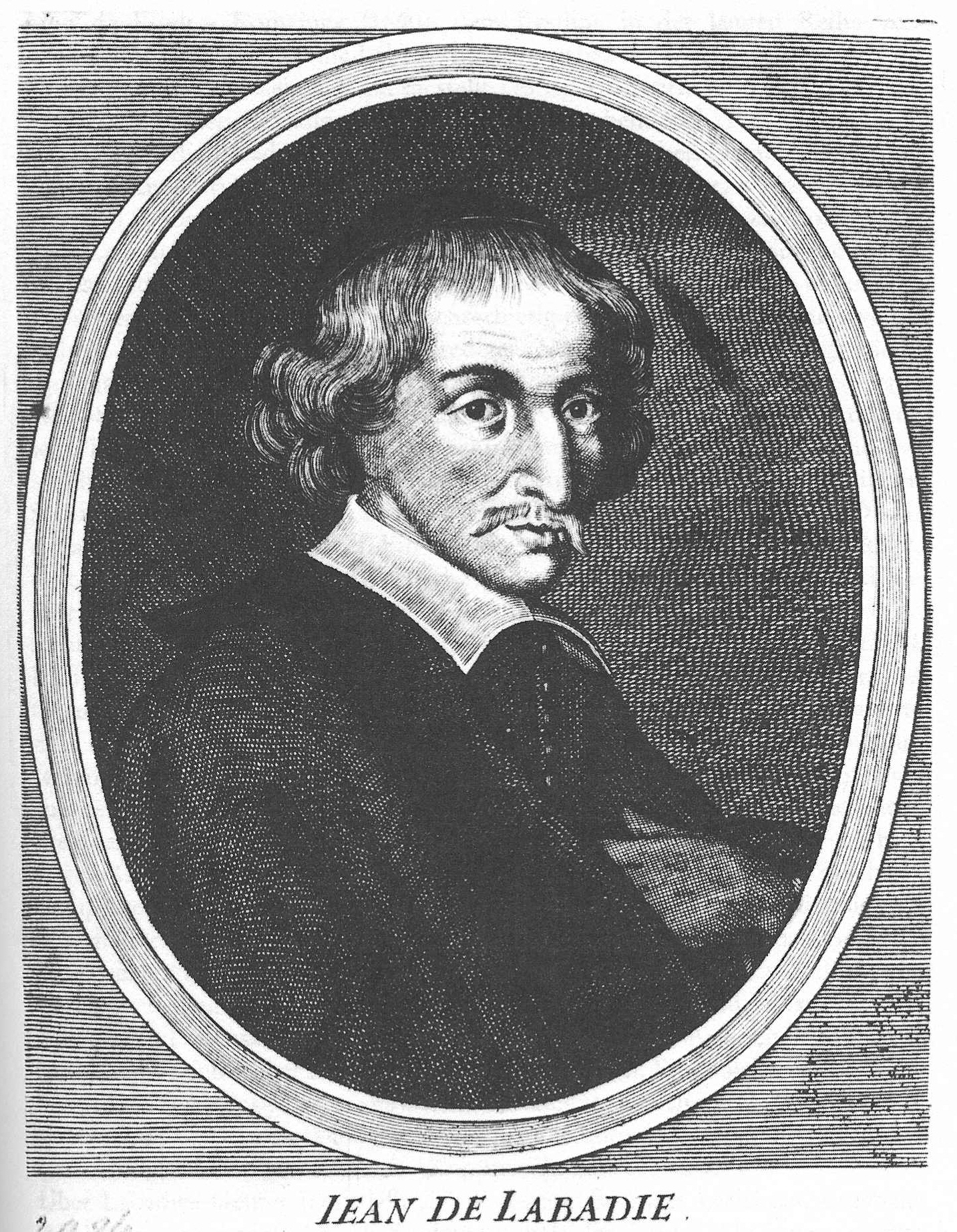
Jean de Labadie

Jean de Labadie (ur. 13 lutego 1610, zm. 13 lutego 1674) – francuski mistyk chrześcijański. W latach 1625–1639 był jezuitą w klasztorze w Bordeaux, później wędrownym kaznodzieją. W 1650 opuścił łono Kościoła katolickiego i wstąpił do Kościoła reformowanego. Sprawował funkcję rektora akademii w Montauban, w 1659 roku był kaznodzieją w Genewie, a w 1666 w Middelburgu w Holandii. Labadie propagował ideę Kościoła apostolskiego i uważał się za proroka powołanego przez Ducha Świętego do przeprowadzenia koniecznych reform w Kościele. Zgromadził wokół siebie wspólnotę "świętych", by przygotować z nimi nadejście królestwa Chrystusa. We wspólnocie Labadiego panowała surowa dyscyplina, asceza, wspólnota własności. Po śmierci przywódcy na jej czele stanął Piotr Yvona. Wspólnota przetrwała w Wieuwerd do XVIII wieku.

## Pisma
- Le Heraut du Grand Roy Jésus (Herold wielkiego Króla Jezusa, 1667)
- La reformation de l'Eglise par le pastorat (1667).
- Manuel de pieté (Podręcznik pobożności, 1668)